# Rome (Maine)
Rome – miasto w Stanach Zjednoczonych, w stanie Maine, w hrabstwie Kennebec.